# Blue Wonder Jazzband

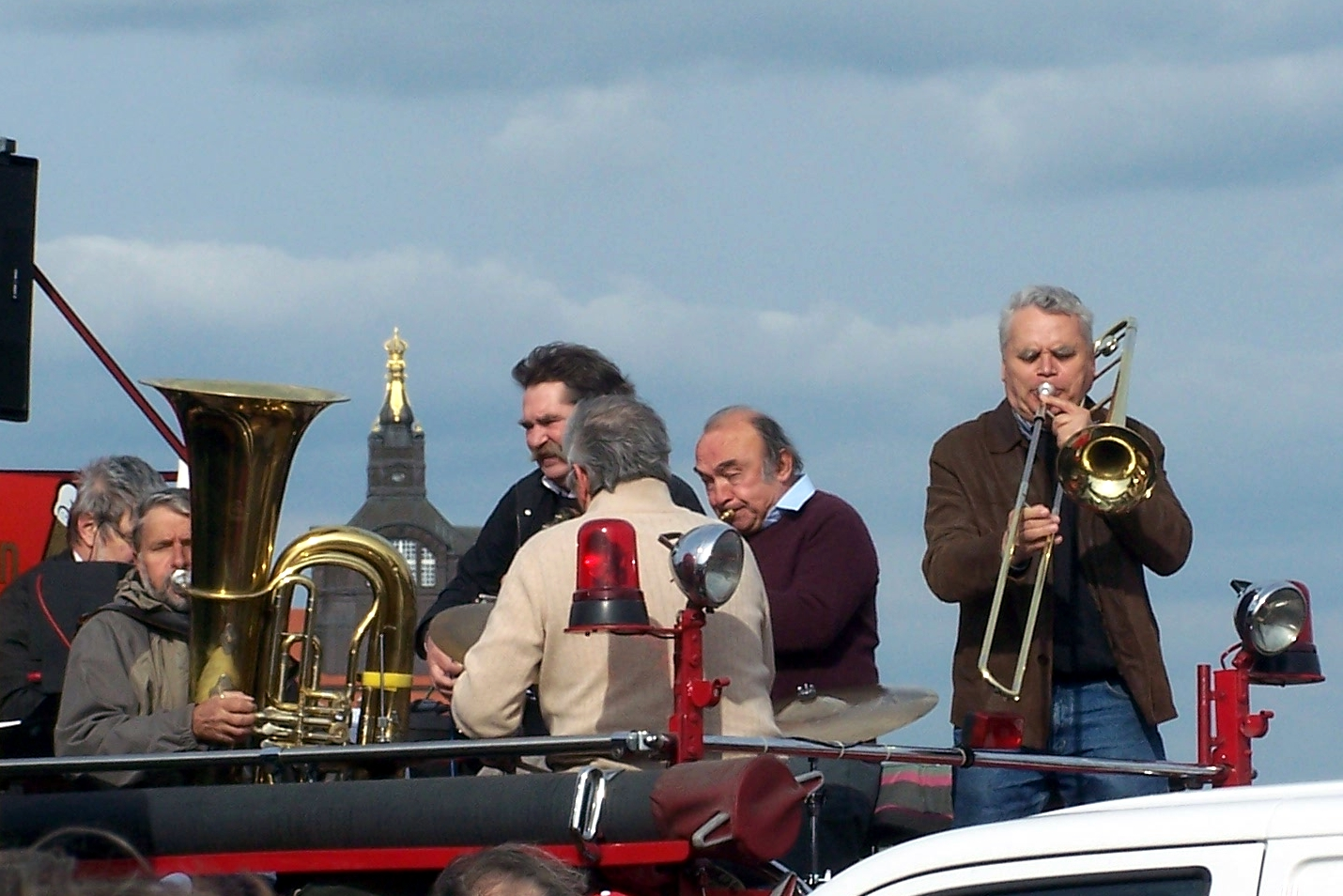
Die Blue Wonder Jazzband bei der Abschlussparade des Dixielandfestivals 2010

Die Blue Wonder Jazzband ist eine Amateur-Band aus Dresden. Die Band, die seit 1975 in unveränderter Besetzung spielt, überzeugt durch ihre unverwechselbaren Arrangements und den dreistimmigen Satzgesang, ähnlich der Rhythm Boys des Paul-Whiteman-Orchesters. Der musikalische Stil der Band ist angelehnt an den Chicago-Jazz der 1920er und 1930er Jahre.

## Bandgeschichte

### Gründungsbesetzung
- Matthias Schädlich (Trompete)
- Walter Hansi Lapschieß (Posaune)
- Frank Geipel (Saxophon, Gesang)
- Lutz Rethberg (Piano)
- Klaus-Georg Jockel Eulitz (Banjo, Gesang)
- Dietmar Bazant (Bass)
- Lutz Käubler (Schlagzeug, Waschbrett, Gesang)

Sechs der Bandmitglieder sind promovierte Akademiker.

### Entwicklung
Bereits 1973 musizierten Klaus-Georg Eulitz und Lutz Käubler gelegentlich mit späteren Bandmitgliedern zusammen und traten im Studentenclub der Technischen Universität Dresden auf. Während eines gemeinsamen Auftrittes am 29. Januar 1975 im Dresdner Kulturpalast erfolgte die offizielle Namensgebung. Der Bandname nimmt Bezug auf ein Wahrzeichen, der Elbbrücke „Blaues Wunder“, in ihrer Heimatstadt. Als musikalische Vorbilder der Band gelten
Jelly Roll Morton, Bix Beiderbecke und der junge Louis Armstrong.
Noch 1975 kam es zur bisher einzigen Umbesetzung der Band. Für Lapschieß und Schädlich kamen Manfred Böhlig und Gert Müller, der die Arrangements der Band schreibt. Drei Jahre später nahm die Band erstmals am Internationalen Dresdner Dixielandfestival teil. 1980 gastierte sie beim „Old Jazz Meeting“ in Warschau erstmals im Ausland. Erste Produktionen beim DDR-Rundfunk und weitere Gastspiele im sozialistischen Ausland schlossen sich an. 1987 gastierte die Blue Wonder Jazzband beim „Oldtime Jazz -weekend“ in Salgótarján. Auf diesem Festival wurde eine Langspielplatte aufgenommen, auf der auch die Band zu hören ist. Nach dem Fall der Berliner Mauer gastierte die Band erstmals im westlichen Ausland (Hamburg, Westberlin und Österreich) und ein Jahr später traten die Musiker als erste ostdeutsche Künstler beim Bundespresseball in Bonn auf. Weitere Gastspiele in der Bundesrepublik Deutschland, Frankreich, den Niederlanden, der Schweiz und in Schweden folgten.
Im Jahr 2000 fand eine Tournee nach Indien statt. Auftritte gab es in Neu-Delhi, Mumbai und Bangalore mit großer Resonanz beim Publikum und in der Presse.
Zu den besonderen Höhepunkten in der Bandgeschichte zählen die gemeinsamen Konzerte mit den Jazz-Legenden Peanuts Hucko, Tommy Benford und Joe Muranyi. Seit dem Jahr 2005 ist der ostdeutsche Jazz-Experte Karlheinz Drechsel Ehrenmitglied der Band, die inzwischen Publikumsliebling und Dauergast bekannter Jazzfestivals geworden ist.

## Diskografie

### CDs
- Die Rote (1993)
- Die Grüne (1994)
- Die Schwarze (1996)
- Die Bunte (1999)
- Blue Wonder Jazzband spielt Morton & Ellington (2002)
- 7. Dixieland Jubilee 2003 im Kulturhaus Kornwestheim (2003)
- Blue Wonder Jazzband Live (2006)
- Blue Wonder Jazzband spielt Oliver & Armstrong (2008)